# Vol Air Fiji 121
Le 24 juillet 1999, un Embraer EMB 110 assurant le vol Air Fiji 121, un vol intérieur régulier entre l'aéroport de Suva-Nausori et l'aéroport international de Nadi, s'écrase contre une montagne près de Delailasakau, alors qu'il se dirigeait vers son aéroport de destination. On ne compte aucun survivant parmi les quinze passagers et deux membres d'équipage à bord, ce qui en fait l'accident aérien le plus meurtrier qu'aient connu les Fidji.

## Avion

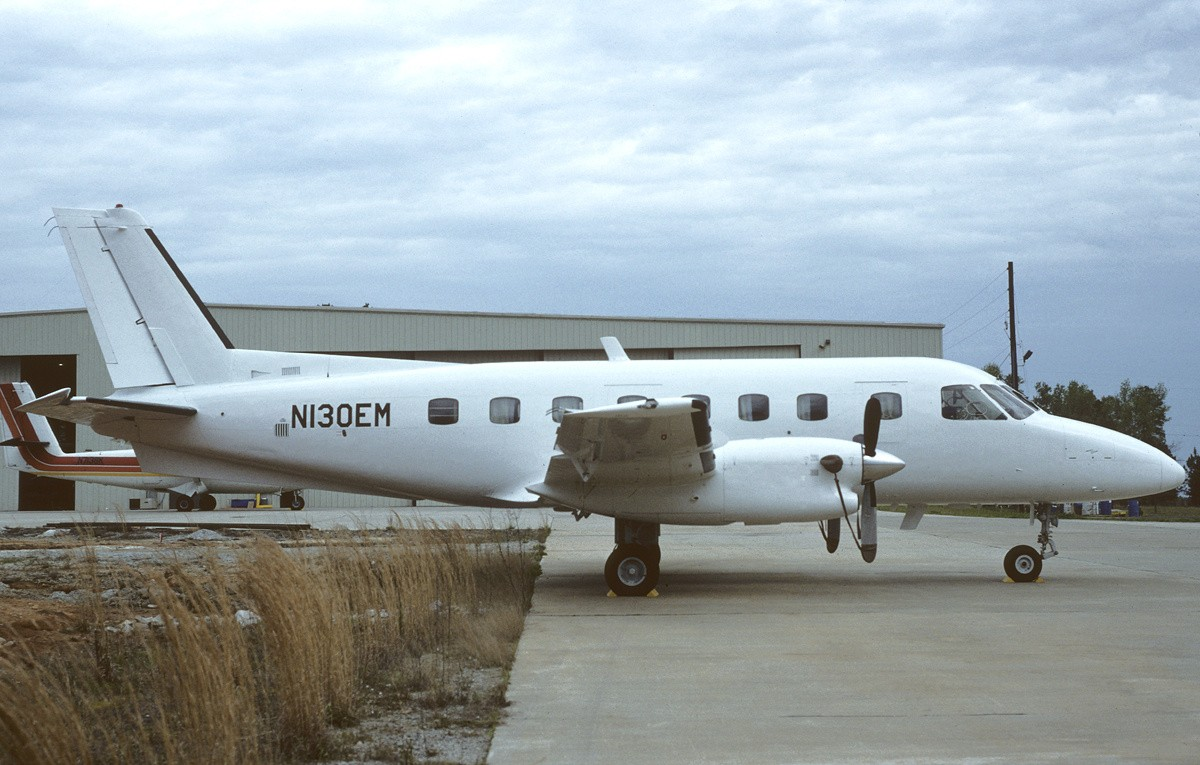
L'appareil impliqué dans l'accident, ici photographié en avril 1991.

L'appareil impliqué est un Embraer EMB 110, immatriculé DQ-AFN. Propulsé par 2 turbopropulseurs de type Pratt & Whitney Canada PT6A-34, il vole pour la première fois en 1983 et avait effectué un total de 22 411 cycles de vol (décollage/atterrissage).

## Enquête
L'enquête révèle que le commandant de bord ne s'est pas suffisamment reposé avant le vol et a consommé, peu avant le décollage, une dose d'antihistaminique supérieure à celle recommandée avant un vol, ce qui a grandement altéré son aptitude à piloter l'appareil en toute sécurité. De plus, les procédures d'exploitation standard publiées par la compagnie aérienne ont également été jugées inadéquates pour les appareils de type Embraer EMB 110.